# Persone di cognome Booth
| Questa pagina contiene informazioni ricavate automaticamente dalle voci biografiche con l'ausilio del template Bio e di un bot. L'aggiornamento è periodico e automatico e ricostruisce completamente la pagina. Se manca una persona in questa lista, sei pregato di non aggiungerla, ma accertati piuttosto che la sua voce biografica contenga il template Bio e che i dati anagrafici siano correttamente compilati. Se il template Bio manca, inseriscilo tu stesso o, in alternativa, metti l'avviso {{tmp\|Bio}} che ne segnala la mancanza. Se i dati riportati sono sbagliati, correggi direttamente la voce biografica; le modifiche saranno visibili in questa lista entro pochi giorni. Per chiarimenti vedi il progetto antroponimi. La lista contiene solo le 51 persone che sono citate nell'enciclopedia e per le quali è stato implementato correttamente il template Bio. Pagina aggiornata al 17 ott 2024. |

Questa è una lista di persone presenti nell'enciclopedia che hanno il cognome Booth, suddivise per attività principale.

## Allenatori di calcio(2)
- Dave Booth, allenatore di calcio e ex calciatore inglese (Darton, n. 1948)
- Scott Booth, allenatore di calcio e ex calciatore scozzese (Aberdeen, n. 1971)

## Arcivescovi cattolici(1)
- Lawrence Booth, arcivescovo cattolico e politico inglese (Salford - Southwell, † 1480)

## Attori(3)
- Douglas Booth, attore e modello britannico (Greenwich, n. 1992)
- Elmer Booth, attore statunitense (Los Angeles, n. 1882 - Los Angeles, † 1915)
- Zachary Booth, attore statunitense (Irvington, n. 1983)

## Attori teatrali(3)
- Edwin Booth, attore teatrale statunitense (Belair, n. 1833 - New York, † 1893)
- John Wilkes Booth, attore teatrale e criminale statunitense (Bel Air, n. 1838 - Port Royal, † 1865)
- Junius Brutus Booth, attore teatrale inglese (Londra, n. 1796 - Louisville, † 1852)

## Attrici(6)
- Connie Booth, attrice e scrittrice statunitense (Indianapolis, n. 1944)
- Edwina Booth, attrice statunitense (Provo, n. 1904 - Long Beach, † 1991)
- Karin Booth, attrice statunitense (Minneapolis, n. 1916 - Jupiter, † 2003)
- Kristin Booth, attrice canadese (Kitchener, n. 1974)
- Lindy Booth, attrice canadese (Oakville, n. 1979)
- Shirley Booth, attrice statunitense (New York, n. 1898 - North Chatham, † 1992)

## Calciatori(6)
- Zach Booth, calciatore statunitense (Eden, n. 2004)
- Callum Booth, calciatore scozzese (Stanraer, n. 1991)
- Colin Booth, ex calciatore inglese (Middleton, n. 1934)
- Matthew Booth, ex calciatore sudafricano (Fish Hoek, n. 1977)
- Taylor Booth, calciatore statunitense (Eden, n. 2001)
- Tommy Booth, ex calciatore e allenatore di calcio britannico (Middleton, n. 1949)

## Canottieri(1)
- Joshua Booth, canottiere australiano (Melbourne, n. 1990)

## Cantanti(1)
- Emma, cantante britannica (Bridgend, n. 1974)

## Cestisti(3)
- Calvin Booth, ex cestista e dirigente sportivo statunitense (Reynoldsburg, n. 1976)
- Keith Booth, ex cestista e allenatore di pallacanestro statunitense (Baltimora, n. 1974)
- Phil Booth, cestista statunitense (Baltimora, n. 1995)

## Collezionisti d'arte(1)
- Ralph H. Booth, collezionista d'arte statunitense (Toronto, n. 1873 - Detroit, † 1931)

## Dirigenti sportivi(1)
- John Booth, dirigente sportivo e ex pilota automobilistico britannico (Rotherham, n. 1954)

## Drammaturghe(1)
- Eboni Booth, drammaturga e attrice statunitense (New York)

## Illusionisti(1)
- Walter R. Booth, illusionista e regista britannico (Worcester, n. 1869 - Birmingham, † 1938)

## Imprenditori(2)
- Felix Booth, imprenditore britannico (Roydon, n. 1775 - Brighton, † 1850)
- Graham Booth, imprenditore e politico britannico (Paignton, n. 1940 - † 2011)

## Ingegneri(2)
- Andrew Donald Booth, ingegnere, fisico e informatico britannico (Elmbridge, n. 1918 - † 2009)
- Hubert Cecil Booth, ingegnere inglese (Gloucester, n. 1871 - Purley, † 1955)

## Insegnanti(1)
- Wayne C. Booth, insegnante e critico letterario statunitense (American Fork, n. 1921 - Chicago, † 2005)

## Matematici(1)
- James Booth, matematico irlandese (Lavagh, n. 1806 - Stone, † 1878)

## Medici(1)
- Mary Booth, medico australiana (Sydney, n. 1869 - Sydney, † 1956)

## Militari(2)
- Anthony Clarke Booth, militare britannico (Carrington, n. 1846 - Brierley Hill, † 1899)
- Henry Booth, I conte di Warrington, militare e politico inglese (n. 1652 - † 1694)

## Montatrici(1)
- Margaret Booth, montatrice statunitense (Los Angeles, n. 1898 - Los Angeles, † 2002)

## Multiplisti(1)
- Aaron Booth, multiplista neozelandese (Auckland, n. 1996)

## Nuotatori(1)
- Frank Booth, nuotatore statunitense (Los Angeles, n. 1910 - Newport Beach, † 1980)

## Pirati(1)
- George Booth, pirata britannico (XVII - Zanzibar, † 1701)

## Politici(1)
- Newton Booth, politico statunitense (Salem, n. 1825 - Sacramento, † 1892)

## Predicatori(1)
- William Booth, predicatore inglese (Nottingham, n. 1829 - Londra, † 1912)

## Registi(1)
- Philip Adrian Booth, regista, sceneggiatore e montatore britannico (n. 1960)

## Religiose(1)
- Evangeline Booth, religiosa britannica (Londra, n. 1865 - New York, † 1950)

## Sciatrici alpine(1)
- Kylie Booth, ex sciatrice alpina canadese (n. 1975)

## Scrittori(2)
- Martin Booth, scrittore e poeta britannico (Ribchester, n. 1944 - Stoodleigh, † 2004)
- Stephen Booth, scrittore britannico (Burnley, n. 1952)

## Sociologi(1)
- Charles Booth, sociologo britannico (Liverpool, n. 1840 - Leicester, † 1916)